# 恵運寺
恵運寺（えうんじ、えいうんじ）は、和歌山県和歌山市吹上にある曹洞宗の寺院。山本勘助縁の山本家による創建。開運祈願の寺としても知られる。

## 概要
元和5年（1619年）、紀州藩初代藩主徳川頼宣が紀州に入封した際、家臣で参州室城（牟呂城）城主であった山本図書正春も随従。正春は、武功の誉れ高き顕祖長昌公のために禅寺一宇を建立し、長昌院と号した。正春がかねてより帰依していた天厳玄達大和尚も頼宣公の命により入紀し開山者となる。後に天子様の宝祚の長久、頼宣公の広厳無窮と天下泰平長昌を祈念するため寺号を広厳寺とし、長昌院広厳禅寺となる。
更に寛政元年（1789）恵運寺と改名し現在に至っている。

## 境内
- 北向き地蔵 – 願掛け、下半身の病気、怪我にご利益
- めぐみ観音供養塔 – 一代墓、永代供養墓、無縁墓
- 宝来稲荷 – 開運納経、商売繁盛、家門繁栄、厄除
- 水子子育地蔵尊 – 水子供養 、水子永代供養、子育て祈願、子授かり
- 火除地蔵尊 – 火難除け、交通安全
- 厄除庚申 – 青面金剛王、厄除、盗難除け、縁切り
- 「名取正澄（紀州藩軍学者、紀州忍者）」墓石

## 堂内
- 本尊十一面観世音菩薩 – 開運神君新田義貞公の守り本尊を胎内仏とする。
- 三十三観音
- 十王仏 – 閻魔大王をはじめとして十体の冥府の裁判官
- 永代位牌堂

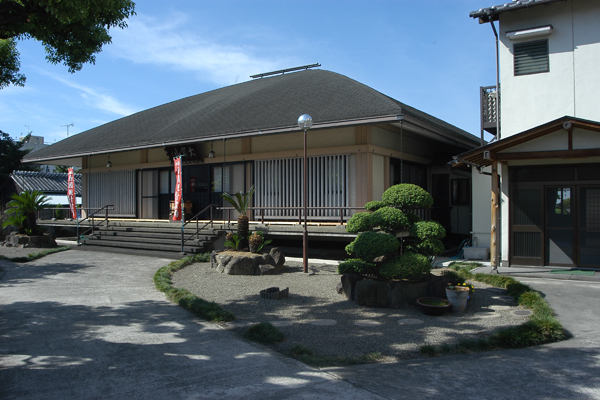
本堂
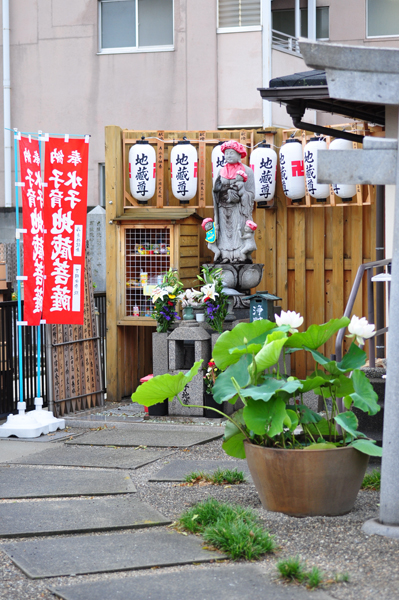
水子子育地蔵尊
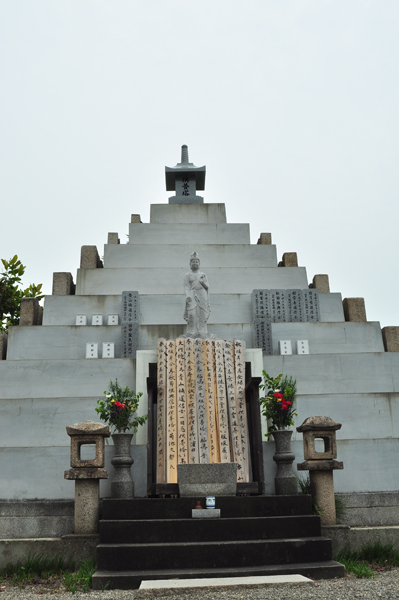
めぐみ観音供養塔（永代供養墓）

## 利用情報
- 開門時間 : 6時 - 19時30分

## 交通アクセス
- JR和歌山駅2番のりば、南海和歌山市駅2番のりばより和歌山バスに乗車し、日赤医療センター前停留所下車、徒歩約5分。

## 周辺
- 寺町[4]
  - 徳川吉宗生誕の地碑
  - 日蓮宗本山（由緒寺院） 白雲山報恩寺
  - 西山浄土宗 増上山護念寺
  - 西山浄土宗 照臨山地震院三光寺
  - 日蓮宗 妙法寺[5]
  - 真言宗 延壽院（延寿院）[6]
  - 曹洞宗 蟠龍山法泉寺
  - 曹洞宗 龍門山窓譽寺（窓誉寺）[7]
  - 浄土宗 深信山現当院大恩寺
  - 浄土宗 里宮山無量光寺
  - 曹洞宗 仙境山珊瑚寺（鷹匠町）
  - 臨済宗妙心寺派 南嶽山禅林寺（禪林寺）（鷹匠町）[8]
  - 車坂稲荷神社（鷹匠町）
- 刺田比古神社（片岡町）
- 和歌山城
- 和歌山県立近代美術館
- 和歌山県立博物館